# Botallack
Botallack – wieś w Anglii, w Kornwalii. Leży 11 km na zachód od miasta Penzance i 420 km na zachód od Londynu.